# Чапел Хил (Тенеси)
Чапел Хил (енгл. Chapel Hill) град је у америчкој савезној држави Тенеси.

## Демографија
По попису из 2010. године број становника је 1.445, што је 502 (53,2%) становника више него 2000. године.
| Група             | 2000.       | 2010.         |
| Белци             | 892 (94,6%) | 1.320 (91,3%) |
| Афроамериканци    | 35 (3,7%)   | 57 (3,9%)     |
| Азијати           | 0 (0,0%)    | 0 (0,0%)      |
| Хиспаноамериканци | 10 (1,1%)   | 39 (2,7%)     |
| Укупно            | 943         | 1.445         |